# بیل نیکولز
بیل نیوکلز (به انگلیسی: Bill Nichols) تاریخ‌نگار آمریکایی و نظریه‌پرداز فیلم‌های مستند است.